# Radik Isajev
Radik Isajev (* 26. září 1989 Uchul) je ázerbájdžánský taekwondista. Je lezgského původu, narodil se v ruském Dagestánu a naturalizován byl v Ázerbájdžánu. Získal pro něj olympijské zlato na hrách v Riu roku 2016, v kategorii nad 80 kilogramů. V kategorii nad 87 kilogramů získal v roce 2015 titul mistra světa, dva roky předtím bral na světovém šampionátu bronz. Je ve stejné kategorii rovněž dvojnásobným mistrem Evropy (2014, 2018) a držitelem jednoho kontinentálního bronzu (2022).